# Melittomma philippensis
Melittomma philippensis är en skalbaggsart som först beskrevs av Yoshihiko Kurosawa 1956.  Melittomma philippensis ingår i släktet Melittomma och familjen varvsflugor. Inga underarter finns listade i Catalogue of Life.